# Zamachy na Bolesława Bieruta i Edwarda Osóbkę-Morawskiego
Zamachy na Bolesława Bieruta i Edwarda Osóbkę-Morawskiego – planowane przez komendanta Okręgu Lublin Armii Krajowej ppłk. Franciszka Żaka ps. „Wir” zamachy na Bolesława Bieruta i Edwarda Osóbkę-Morawskiego, mające mieć miejsce w Lublinie.

## Plany zamachu
Komendant Okręgu Lublin Armii Krajowej ppłk Franciszek Żak ps. „Wir” 2 listopada 1944 wydał rozkaz rozpoznania możliwości, opracowania planu i wykonania zamachu na Bolesława Bieruta oraz przewodniczącego Polskiego Komitetu Wyzwolenia Narodowego Edwarda Osóbkę Morawskiego. Zamach miał być dokonany w czasie i miejscu, gdy obaj dygnitarze będą razem. Szef Kedywu Okręgu Lublin mjr Jan Nawrat ps. „Lucjan” powierzył realizację rozkazu dowódcy grupy dywersyjnej Kedywu ppor. Czesławowi Rossińskiemu ps. „Jemioła”. 5 listopada 1944 w naradzie konspiracyjnej dotyczącej zaplanowania zamachu uczestniczyli: Mieczysław Łebkowski vel Szczepański, Romuald Szydelski ps. „Pawełek”. Na spotkaniu wytypowano trzy warianty przeprowadzenia zamachu:
- w czasie przejazdu kolumny samochodów rządowych z siedziby PKWN w Lublinie do domów dygnitarzy[2];
- w czasie przejazdu kolumny samochodów na lotnisko w Świdniku[3];
- w teatrze w Lublinie, podczas obchodów rocznicy rewolucji październikowej[4].

Pierwsze dwie opcje zawierały plan zabicia w jednej akcji równocześnie Morawskiego i Bieruta, gdyż zwykle jeździli razem w jednym samochodzie. Rozpoznanie i obserwacje tras przejazdu mieli przeprowadzić: Witold Młyniak ps. „Waldek” – miał zbadać trasę przejazdu samochodu z Bierutem i Morawskim, Mieczysław Szczepański ps. „Dębina” – trasę przejazdu na lotnisko. Po wstępnym rozpoznaniu Rossiński miał podjąć decyzję, która wersja zamachu ma największą szanse powodzenia. Plan akcji po szczegółowym dopracowaniu miał zostać przyjęty do realizacji .

### Zamach w mieszkaniu
Równocześnie z wariantem dowódcy planowano też zamach w nocy 28/29 grudnia 1944 w miejscu zamieszkania Bolesława Bieruta. Zamachowcy planowali wrzucić ładunki wybuchowe do mieszkania przez otwory wentylacyjne. Zamach nie doszedł do skutku, gdyż odpowiedzialny za dostarczenie ładunków zamachowiec o pseudonimie „Julek” nie stawił się na spotkaniu. Nie jest jasne, czy współpracował z MBP, czy został wcześniej aresztowany.

### Aresztowania zamachowców

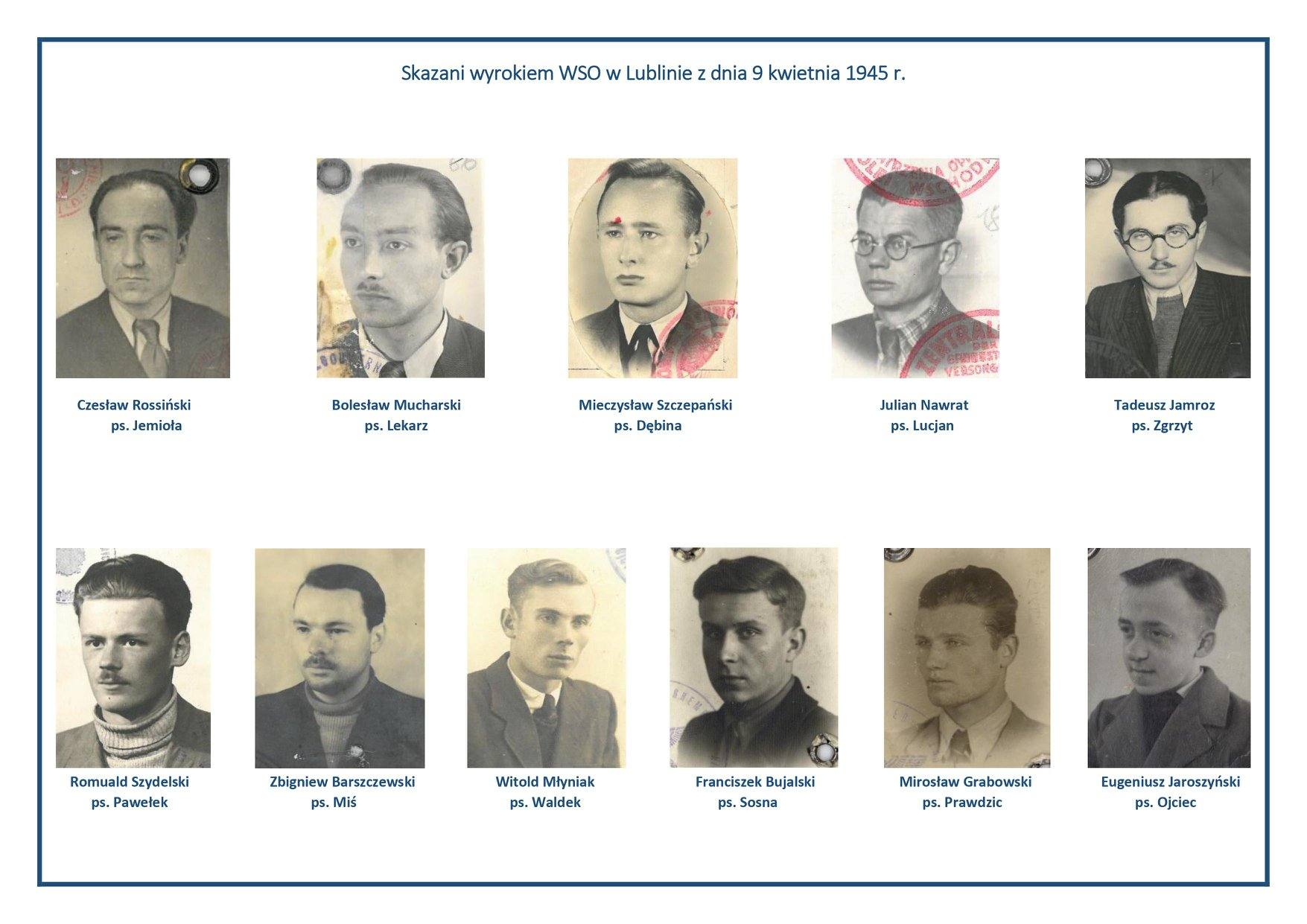
Członkowie „Grupy Jemioły”

W grudniu 1944 na terenie Lublina nastąpiły aresztowania żołnierzy AK przez NKWD. Aresztowano osoby zaangażowane w przygotowanie zamachu oraz osoby, które kontaktowały się z osobami podejrzanymi o przygotowanie zamachu. Aresztowano między innymi szefa wywiadu ppłk. Aleksandra Bienieckiego, którego po śledztwie zastrzelono bez sądu razem z żoną. NKWD aresztowało też inż. Feliksa Osińskiego, w mieszkaniu którego znajdowały się archiwa: rękopisy, notatki, zdjęcia oddziału partyzanckiego Armii Krajowej „Nerwy” (II Pluton OP 8).
Aresztowanych poddano śledztwu w areszcie NKWD: ppłk. Juliana Nawrata, por. Czesława Rossińskiego, por. Bolesława Mucharskiego ps. „Lekarz”, mjr. Mieczysława Szczepańskiego ps. „Dębina”. Działania śledcze i brutalne przesłuchania prowadzone przez oficerów NKWD oraz oficerów kontrwywiadu sowieckiego „Śmiersz” na zamku w Lublinie zakończono w styczniu 1945. Przesłuchania żołnierzy polskich odbywały się w języku rosyjskim, zmuszano przesłuchiwanych do podpisywania tych zeznań, których nie rozumieli, protokoły były tłumaczone dopiero po przekazaniu do Wojskowego Sądu Okręgowego w Lublinie. Wojskowy Sąd Okręgowy w Lublinie na podstawie akt śledczych połączył śledztwa jedenastu osób powiązanych z Czesławem Rossińskim ps. „Jemioła” w jedną sprawę sądową pod nazwą „Grupa Jemioły”. W czasie rozprawy na zamku w trybie niejawnym, bez udziału prokuratura i obrońcy, zostali oskarżeni o przynależność do organizacji mającej na celu obalenie demokratycznego ustroju państwa polskiego, udział w grupie terrorystycznej, zorganizowanie zamachu na Bolesława Bieruta i Edwarda Osóbkę-Morawskiego, nielegalne posiadanie i przechowywanie broni oraz uchylanie się od mobilizacji do Ludowego Wojska Polskiego. Wszyscy oskarżeni zaprzeczyli przynależności do „grupy terrorystycznej” i do udziału w przygotowywaniu zamachu, przyznawali się tylko do przynależności do Armii Krajowej i posiadania broni. Czesław Rossiński podczas procesu sądowego zeznał, że jako oficer Armii Krajowej wykonywał rozkazy dowództwa, sam miał podjąć się wykonania zamachu i jako dowódca ponosi odpowiedzialność za swoje decyzje, a w ostatnim słowie poprosił o łagodny wymiar kary dla siebie i swoich żołnierzy. Feliks Osiński przedłożył Osóbce-Morawskiemu listę leśników, którzy należeli do Armii Krajowej i zostali aresztowani przez NKWD, prosił o interwencję do władz radzieckich w sprawie uwolnienia aresztowanych żołnierzy AK. Interwencja ta dotyczyła także por. Wacława Zandfosa Krasnopolskiego ps. „Huba” i Czesława Rossińskiego ps. „Jemioła”.

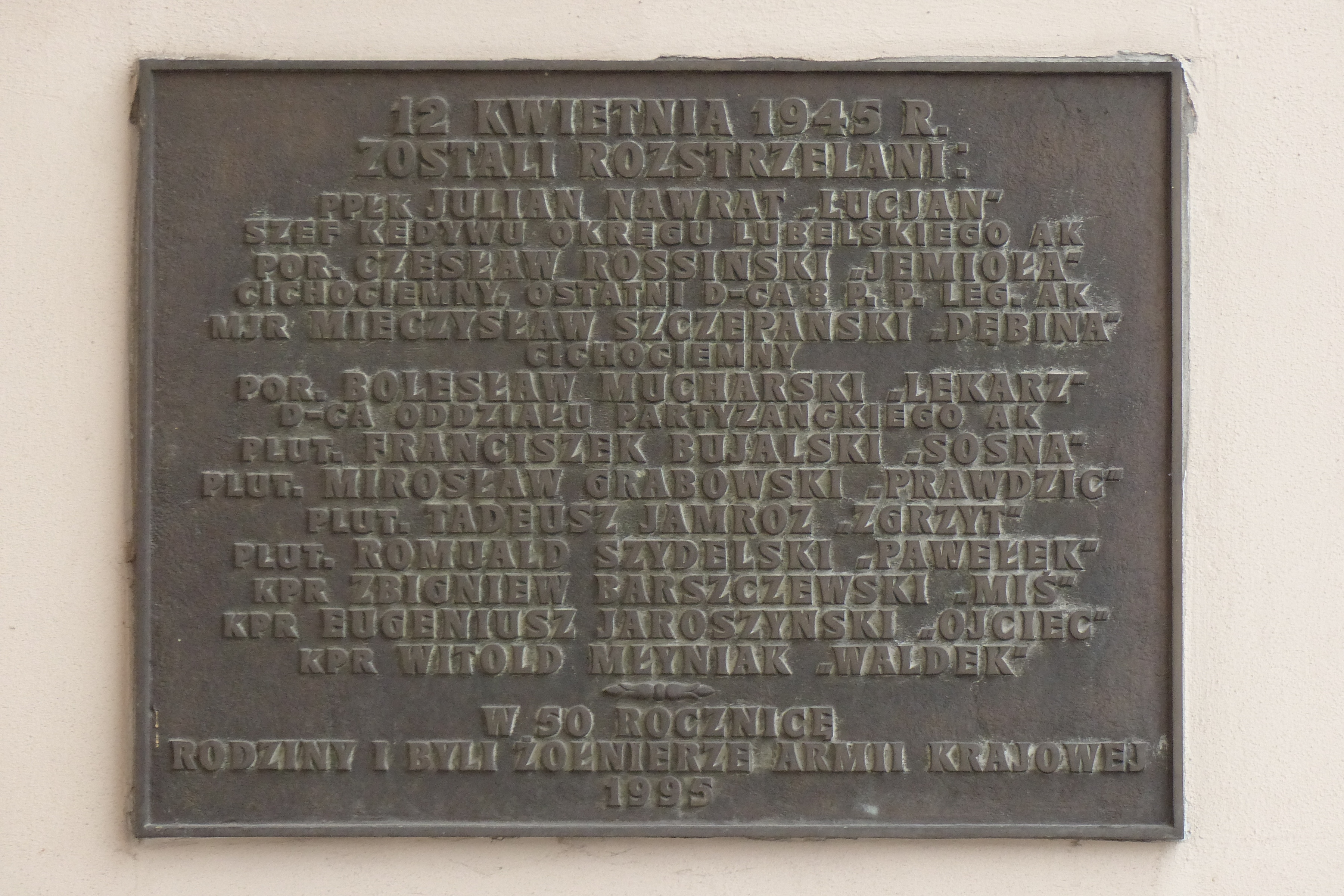
Tablica na Zamku w Lublinie upamiętniająca żołnierzy tzw. „Grupy Jemioły”

### Wyroki
Wyrok skazujący jedenastu oskarżonych na karę śmierci wydał 24 marca 1945 Wojskowy Sąd Okręgowy w Lublinie w składzie: ppłk Konstanty Krukowski (przewodniczący), por. Adam Gajewski (sędzia), ppor. Zbigniew Zawistowski (sędzia). Wyrok sądu zatwierdził 11 kwietnia 1945 gen. Michał Rola-Żymierski, podpisał wyrok śmierci i dopisał: „Wszyscy oskarżeni, ze względu na ciężkie przestępstwo na łaskę nie zasługują. Wyrok natychmiast wykonać”. Osoby z procesu „Grupy Jemioły” rozstrzelano na Zamku w Lublinie w nocy 12 kwietnia 1945, ciała pogrzebano w nieznanym miejscu. W grupie skazanych oprócz Czesława Rossińskiego byli: por. Bolesław Mucharski ps. „Lekarz”, mjr Mieczysław Szczepański ps. „Dębina”, kpr. pchor. Tadeusz Jamroz ps. „Zgrzyt”, ppłk Julian Nawrat ps. „Lucjan”, por. Bolesław Kucharski vel Antoni Lipiński, plut. Romuald Szydelski ps. „Pawełek”, kpr. pchor. Eugeniusz Jaroszyński ps. „Ojciec”, kpr. pchor. Mirosław Grabowski ps. „Prawdzic”, plut. Franciszek Bujalski ps. „Sosna”, kpr. Zbigniew Barszczewski ps. „Miś”, szer. Witold Młyniak ps. „Waldek” .
Na wniosek rodzin oraz Ministra Sprawiedliwości postanowieniem Sądu Najwyższej Izby Wojskowej i Izby Karnej w 1990 roku uchylono orzeczenia sądu z 1945, postanowienie dotyczyło skazanych: Czesława Rossińskiego, Bolesława Mucharskiego, Tadeusza Jamroza, Romualda Szydelskiego, Mirosława Grabowskiego, Franciszka Bujalskiego, Mieczysława Szczepańskiego, Juliusz Nawrata-Nowakowskiego, Eugeniusza Jaroszyńskiego, Franciszka Bujalskiego, Witolda Młyniaka, Zbigniewa Barszczewskiego oraz siedemnastu innych żołnierzy Armii Krajowej.